# Alberto IV il Saggio
Alberto IV d'Asburgo, detto il Saggio (1188 circa – Ashqelon, 25 novembre 1239), fu conte d'Asburgo, di Argovia e Frickgau con Asburgo, Brugg, Bremgarten e Muri, langravio in Alta Alsazia, Feldhauptmann di Strasburgo e Vogt dell'abbazia di Säckingen.

## Biografia
Alberto era figlio di Rodolfo il Vecchio (detto anche il Pacifico) e di Agnese di Staufen (nonostante il nome, non apparteneva alla casata imperiale). Dopo la morte del padre, condivise l'eredità con il fratello Rodolfo III il Taciturno, che fu capostipite della casa di Laufenburg (che si estinguerà nel 1408), mentre uno figli di questo, Eberardo, diede origine alla linea di Kyburg (estintasi nel 1415).
Nel 1228, in qualità di Feldhauptmann della città e del vescovo di Strasburgo, ottenne la vittoria di Blodelsheim sui conti di Pfirt (o Ferrette) nella disputa per l'eredità degli Asburgo. Alberto era un sostenitore della dinastia Hohenstaufen. Nel marzo 1226 era presente quando venne firmata la bolla d'oro di Rimini.
Sembra che Alberto IV sia stato il fondatore della città di Waldshut. La cronaca di Clevi Fryger riporta l'anno 1249 come data di fondazione. L'esistenza della città è attestata con certezza solo a partire dal 1256. L'anno 1249 come anno di fondazione non è sostenibile.
Alberto IV partecipò alla crociata dei baroni e morì di peste mentre fortificava il castello di Ashqelon.

## Matrimonio e figli
Intorno al 1217 sposò Edvige di Kyburg († dopo il 1263), figlia del conte Ulrico III e di Anna di Zähringen. Da lei ebbe cinque figli:
- Rodolfo IV, che come Rodolfo I divenne il primo re dei Romani della dinastia asburgica;
- Alberto V, canonico di Basilea e Strasburgo;
- Hartmann;
- Cunegonda, che sposò Enrico III di Küssenburg; i due non ebbero figli;
- una figlia, monaca presso l'abbazia di Adelhausen[senza fonte].

## Ascendenza
|                      |   |                                | Genitori               |  |  | Nonni |  |  | Bisnonni             |  |  | Trisnonni           |  |
|                      |   |                                |                        |  |  |       |  |  | Werner III d'Asburgo |  |  | Ottone II d'Asburgo |  |
|                      |   |                                |                        |  |  |       |  |  | Werner III d'Asburgo |  |  | Ottone II d'Asburgo |  |
|                      |   | Hilla von Pfirt                |                        |  |  |       |  |  | Werner III d'Asburgo |  |  |                     |  |
| Alberto III il Ricco |   |                                |                        |  |  |       |  |  | Werner III d'Asburgo |  |  |                     |  |
|                      |   | Ida di Homberg                 | Guarniero I di Homberg |  |  |       |  |  |                      |  |  |                     |  |
|                      |   | Ida di Homberg                 | Guarniero I di Homberg |  |  |       |  |  |                      |  |  |                     |  |
|                      |   | Ida di Homberg                 | N. di Zollern          |  |  |       |  |  |                      |  |  |                     |  |
| Rodolfo il Vecchio   |   | Ida di Homberg                 |                        |  |  |       |  |  |                      |  |  |                     |  |
|                      |   | Rodolfo di Pfullendorf-Bregenz | Ulrico di Ramsberg     |  |  |       |  |  |                      |  |  |                     |  |
|                      |   | Rodolfo di Pfullendorf-Bregenz | Ulrico di Ramsberg     |  |  |       |  |  |                      |  |  |                     |  |
|                      |   | Rodolfo di Pfullendorf-Bregenz | Adelaide di Bregenz    |  |  |       |  |  |                      |  |  |                     |  |
| Ida di Pfullendorf   |   | Rodolfo di Pfullendorf-Bregenz |                        |  |  |       |  |  |                      |  |  |                     |  |
|                      |   | Elisabetta di Welfen           | Guelfo I di Toscana    |  |  |       |  |  |                      |  |  |                     |  |
|                      |   | Elisabetta di Welfen           | Guelfo I di Toscana    |  |  |       |  |  |                      |  |  |                     |  |
|                      |   | Elisabetta di Welfen           | Uta di Schauenburg     |  |  |       |  |  |                      |  |  |                     |  |
| Alberto IV d'Asburgo |   | Elisabetta di Welfen           |                        |  |  |       |  |  |                      |  |  |                     |  |
|                      | … | …                              |                        |  |  |       |  |  |                      |  |  |                     |  |
|                      | … | …                              |                        |  |  |       |  |  |                      |  |  |                     |  |
|                      | … | …                              |                        |  |  |       |  |  |                      |  |  |                     |  |
| Goffredo di Staufen  | … |                                |                        |  |  |       |  |  |                      |  |  |                     |  |
|                      |   | …                              | …                      |  |  |       |  |  |                      |  |  |                     |  |
|                      |   | …                              | …                      |  |  |       |  |  |                      |  |  |                     |  |
|                      |   | …                              | …                      |  |  |       |  |  |                      |  |  |                     |  |
| Agnese di Staufen    |   | …                              |                        |  |  |       |  |  |                      |  |  |                     |  |
|                      |   | …                              | …                      |  |  |       |  |  |                      |  |  |                     |  |
|                      |   | …                              | …                      |  |  |       |  |  |                      |  |  |                     |  |
|                      |   | …                              | …                      |  |  |       |  |  |                      |  |  |                     |  |
| …                    |   | …                              |                        |  |  |       |  |  |                      |  |  |                     |  |
|                      |   | …                              | …                      |  |  |       |  |  |                      |  |  |                     |  |
|                      |   | …                              | …                      |  |  |       |  |  |                      |  |  |                     |  |
|                      |   | …                              | …                      |  |  |       |  |  |                      |  |  |                     |  |
|                      |   | …                              |                        |  |  |       |  |  |                      |  |  |                     |  |